# Nupserha somalica
Nupserha somalica är en skalbaggsart som beskrevs av Stefan von Breuning 1951. Nupserha somalica ingår i släktet Nupserha och familjen långhorningar. Inga underarter finns listade i Catalogue of Life.